# Maturín
Maturín (phát âm tiếng Tây Ban Nha: [matuˈɾin] hay [matuˈɾiŋ]) là một thành phố của Venezuela. Thành phố này là thủ phủ bang Monagas. Thành phố có diện tích km2, dân số thời điểm năm 2010  ước tính khoảng 450.000 người. Đây là thành phố lớn thứ 8 Venezuela. Thành phố nằm ở khu vực có độ cao 67 mét và có cự ly 520 km so với Caracas.